# Ascidia gemmata
Ascidia gemmata är en sjöpungsart som beskrevs av Sluiter 1895. Ascidia gemmata ingår i släktet Ascidia och familjen Ascidiidae. Inga underarter finns listade i Catalogue of Life.